# Tunnel des Montets
Der Tunnel des Montets ist ein kombinierter Eisenbahn- und Straßentunnel in Frankreich. Er liegt im Osten des Landes in der Region Auvergne-Rhône-Alpes im Département Haute-Savoie, kurz vor der Grenze zur Schweiz.

## Geschichte und Beschreibung
Die Compagnie des chemins de fer de Paris à Lyon et à la Méditerranée (P.L.M.) baute die meterspurige Bahnstrecke Saint-Gervais–Vallorcine als Fortsetzung ihrer regelspurigen Bahnstrecke La Roche-sur-Foron–Saint-Gervais und verband damit im Jahr 1901 Paris mit dem hochgelegenen Ferienort Chamonix am Fuß des Mont Blanc. 1906 wurde die Bahn von dort bis Argentière verlängert, auf Schweizer Seite erreichte im selben Jahr die ebenfalls meterspurige Martigny-Châtelard-Bahn den an der Grenze gelegenen Ort Le Châtelard.
Um die beiden Strecken zu verbinden, musste der 1461 m hohe Pass Col des Montets in 75 m Tiefe untertunnelt werden. Die Bauarbeiten begannen am 13. August 1905 in Le Buet und Montroc von beiden Seiten des Felsmassivs. Die ursprünglich geplante Linienführung musste verändert werden, um den geologisch schwierigen Fels durchstoßen zu können. Da der Tunnel durch eindringendes Quell- und Schmelzwasser gefährdet wurde, mussten 7900 t Zement zur Abdichtung an die Tunnelwand gebracht werden. Die vorgesehene Bauzeit konnte nicht eingehalten werden und die Baukosten schossen in die Höhe. Am 1. Juli 1908 wurde der 9,61 km lange letzte Bauabschnitt von Argentière bis Le Châtelard mit dem 1882 m langen Tunnel schließlich eröffnet. Auf einer Höhe von 1386 m stellt der Tunnel des Montets den höchsten Punkt der Strecke dar.
Von Anfang an wurde die Strecke von elektrischen Triebwagen befahren. Diese beziehen den Strom aus einer seitlichen Stromschiene, da diese Bauart gegenüber einer Oberleitung als resistenter gegenüber Lawinen angesehen wurde.

### Bau
Zunächst war mit einem Durchstich im Frühjahr 1906 gerechnet worden – tatsächlich waren zu diesem Zeitpunkt erst 20 % der Röhre realisiert: 260 m von Montroc her und 180 m vom Nordportal aus. Zahlreiche, oft wasserführende Felsspalten erschwerten die Arbeiten. Um das Wasser zu stoppen, wurden je nach Gelände Gewölbe von 40 bis 80 cm Dicke gemauert. Die versehentliche Explosion von Sprengstoff im Mai jenes Jahres kostete einen Arbeiter das Leben und verletzte einen weiteren schwer. Daraufhin traten die Arbeiter in einen Streik, mit dem sie eine Lohnerhöhung und eine Reduzierung der Arbeitszeit erreichten. Starkregen und eine starke Schneeschmelze führten am 28. Mai 1906 zu einem Anstieg des Wasserdrucks, dem ein Teil der Ziegelsteingewölbe nachgab.
Im Juli 1906 ging das ausführende Unternehmen Catella et Miniggio in die Insolvenz und ein Nachfolger musste gefunden werden. An der Nordseite gaben die Ingenieure den bereits entstandenen Tunnelabschnitt auf, um mit einer geänderten Führung das Eindringen von Wasser zu umgehen. Auch beschlossen sie, nur noch im Winter, wenn die Quellen zugefroren waren, zu arbeiten. Dennoch kam es am 18. Mai 1907 mit 4500 l pro Minute zu einem schlimmeren Wassereinbruch als im Vorjahr. Das Wasser drang durch die Fugen des Mauerwerks und brachte es zum Einsturz. Der Ingenieur Nivert entschloss sich daraufhin, um die Dichtigkeit zu verbessern, unter Druck Zement einzuspritzen: auf der Südseite wurden 2363 t Zement verbraucht, im Nordabschnitt 5540 t. Diese Maßnahme führte letztlich zum gewünschten Ergebnis.
Der Durchstich gelang zwischen dem 31. Oktober und dem 1. November 1907. Die Baukosten beliefen sich auf 4,5 Millionen Francs. Im Verlauf der Arbeiten starben acht Arbeiter.

### Instandsetzung
Seit dem Jahr 2000 wurden verstärkt wieder Wasserinfiltrationen registriert. 2012 wurde der Tunnel daher geschlossen und instand gesetzt. Am 10. Juli 2014 wurde er wiedereröffnet.

## Besonderheiten
Neben dem Gleis wurde im Tunnel ein Fußweg angelegt, der während der winterlichen Sperrung des Col des Montets den Bewohnern des nördlich anschließenden Tals den Weg in Richtung Chamonix ermöglichte. Dieser Fußweg wurde 1984 in eine befahrbare Straße umgebaut, die nur während des Sperrzeiten des Passes von Fahrzeugen benutzt werden konnte. In dieser Zeit wird die Departementsstraße D 1506 (bis 2006: Nationalstraße N 506) durch den Tunnel des Montets umgeleitet. Die nur 2,4 m breite Fahrbahn durfte nur von maximal 2 m breiten und 2,5 m hohen Fahrzeugen befahren werden. Ein abwechselnder Verkehr von Zügen und Kraftfahrzeugen wurde eingerichtet.
Im Zuge der Instandsetzung zwischen 2012 und 2014 wurde die Fahrbahn auf eine Breite von knapp 4 m erweitert. Sie umfasst seitdem den Gleisbereich, dessen Vignolschienen in die Fahrbahn eingelassen sind. Während des Befahrens durch Kraftfahrzeuge werden die seitlichen Stromschienen stromlos geschaltet. Die maximal zugelassene Fahrzeughöhe beträgt seitdem 3,3 m, die größte Länge 5,5 m. Der Straßenverkehr verläuft alternierend jeweils nur in einer Richtung. Die zugelassene Höchstgeschwindigkeit ist 50 km/h, der Transport von gefährlichen Gütern ist untersagt.